# Jean Mauriac
Jean Mauriac (Parijs, 15 augustus 1924 – aldaar, 24 augustus 2020) was een Frans schrijver en journalist. 

## Levensloop
Mauriac was de zoon van François Mauriac, de broer van Claude Mauriac, Claire Mauriac (Claire Wiazemsky) en Luce Mauriac (Luce Mauriac Le Ray).
In 1944 werd hij politiek journalist bij de Agence France Presse en kreeg onmiddellijk de opdracht de activiteiten van generaal Charles de Gaulle te volgen, wat hij bleef doen tot in 1969.
Op zijn initiatief werd het familiedomein Malagar bij Bordeaux een cultureel en artistiek centrum.

## Publicaties
- Mort du général de Gaulle, Parijs, Grasset, 1972 (heruitgave 1999). Voor dit boek ontving hij in 1972 de Prix Aujourd'hui
- Malagar, entretiens avec Eric Des Garets, Éditions Sables, Toulouse, 1998
- L'après-de Gaulle. Notes confidentielles 1969-1989, présenté et annoté par Jean-Luc Barré, Parijs, Fayard, 2006.
- Le Général et le journaliste, conversations avec Jean-Luc Barré, Parijs, Fayard, 2008.
- François Mauriac à Malagar : entretien avec Éric Des Garets, Fayard, 2008

- Bibsys: 8008002
- Bibliothèque nationale de France: cb13191802r (data)
- CiNii: DA04062961
- Gemeinsame Normdatei: 132323974
- International Standard Name Identifier: 0000 0001 1059 9609
- Library of Congress Control Number: n80066739
- Nationale bibliotheek van Australië: 35599525
- Nationale Bibliotheek van Israël: 987007357137405171
- Nationale en Universitaire bibliotheek Zagreb: 000377705
- Nederlandse Thesaurus van Auteursnamen: 068084617
- Réseau des bibliothèques de Suisse occidentale: 02-A003575116
- Istituto Centrale per il Catalogo Unico: IEIV024634
- Système universitaire de documentation: 035472022
- Virtual International Authority File: 44441148
- WorldCat: E39PBJpdR8gBpK38WmX7F8rTHC